# Waleri Nikolajewitsch Beljakow
Waleri Nikolajewitsch Beljakow (russisch Валерий Николаевич Беляков; * 13. April 1953) ist ein ehemaliger sowjetischer Hockeyspieler. Er gewann 1980 mit der sowjetischen Nationalmannschaft die olympische Silbermedaille.

## Karriere
Am Herrenwettbewerb bei den Olympischen Spielen 1980 in Moskau nahmen wegen des Olympiaboykotts nur sechs Mannschaften teil, die in der Vorrunde gegen jede andere Mannschaft antraten. Die Spanier belegten in der Vorrunde mit vier Siegen und einem Unentschieden den ersten Platz und traten im Kampf um die Goldmedaille gegen die in der Vorrunde zweitplatzierte indische Mannschaft an, die Inder gewannen das Finale. Im Spiel um den dritten Platz traf die Auswahl der Sowjetunion auf die polnische Mannschaft und gewann mit 2:1.
Beljakow spielte 1980 bei Zenit in Moskau. In den 1980er Jahren spielte er für den Verein Dinamo Alma-Ata, mit dem der Mittelfeldspieler sowjetischer Hockeymeister war. 1982 und 1983 siegte Alma-Ata im Europapokal der Landesmeister. 2001 trainierte er die Russische Hockeynationalmannschaft der Damen.